# Colonias de Cernícalo Primilla de Jerez de los Caballeros
Colonias de Cernícalo Primilla de Jerez de los Caballeros este o arie protejată (arie de protecție specială avifaunistică — SPA) din Spania întinsă pe o suprafață de 66,23 ha, integral pe uscat.

## Localizare
Centrul sitului Colonias de Cernícalo Primilla de Jerez de los Caballeros este situat la coordonatele 38°19′20″N 6°46′11″W / 38.322222°N 6.769722°V.

## Înființare
Situl Colonias de Cernícalo Primilla de Jerez de los Caballeros a fost declarat arie de protecție specială avifaunistică în octombrie 2012 pentru a proteja 6 specii de animale.

## Biodiversitate
Situată în ecoregiunea mediteraneană, aria protejată nu include niciun habitat protejat.
La baza desemnării sitului se află mai multe specii protejate de  păsări (6): lăstunul mare (Apus apus), Apus pallidus, barză albă (Ciconia ciconia), lăstun de casă (Delichon urbica), Falco naumanni, rândunică (Hirundo rustica).